# Unión (Venezuela)
Unión é um município da Venezuela localizado no estado de Falcón.
A capital do município é a cidade de Santa Cruz de Bucaral.